# 大学城站 (济南地铁)
大学城站是济南轨道交通1号线的地铁车站，位于中华人民共和国山东省济南市长清区崮云湖街道海棠路与大学路交叉口南侧，2019年4月1日投入运营。沿海棠路路中绿化隔离带南北向布置。

## 车站构造
车站为路中三层岛式车站，地下一层为消防水池、消防泵房和电缆夹层，地面层主要为变电所，地上二层为站厅层和主要设备与管理用房，地上三层为站台层。车站总长131.7m，屋顶最宽处为25.70m，总高21.42m，车站总建筑面积为7975.00㎡。

## 出入口
| 編號         | 指示                                              |
| ------------ | ------------------------------------------------- |
| 出口 · A · 1 | 海棠路西侧                                        |
| 出口 · A · 2 | 海棠路与大学路交叉口西南                          |
| 出口 · B · 1 | 海棠路东侧大学路南侧90米、华谊兄弟影视城西侧120米 |
| 出口 · B · 2 | 海棠路与大学路交叉口东南                          |

### 临近地点
- 长清大学科技园
- 济南国际园博园
- 齐鲁工业大学长清校区
- 山东中医药大学
- 山东女子学院长清校区
- 山东中医药大学附属医院大学城医院